# Biotopo Ahrau di Stegona
Biotopo Ahrau di Stegona este o arie protejată (arie specială de conservare — SAC, sit de importanță comunitară — SCI, arie de protecție specială avifaunistică — SPA) din Italia întinsă pe o suprafață de 18 ha, integral pe uscat.

## Localizare
Centrul sitului Biotopo Ahrau di Stegona este situat la coordonatele 46°48′18″N 11°55′39″E / 46.805°N 11.9275°E.

## Înființare
Situl Biotopo Ahrau di Stegona a fost declarat arie de protecție specială avifaunistică în decembrie 2004 pentru a proteja 53 de specii de animale. Alte tipuri de protecție:
- sit de importanță comunitară (în septembrie 2006)
- arie specială de conservare (în noiembrie 2016)[2][4][5]

## Biodiversitate
Situată în ecoregiunea alpină, aria protejată conține 3 habitate naturale: Râuri de munte și vegetația lor lemnoasă cu Salix elaeagnos, Păduri acidofile de Picea de la nivel montan la nivel alpin (Vaccinio-Piceetea), Păduri aluvionare cu Alnus glutinosa și Fraxinus excelsior (Alno-Padion, Alnion incanae, Salicion albae).
La baza desemnării sitului se află mai multe specii protejate:
- păsări (46): ciocârlie-de-câmp (Alauda arvensis), pescăruș albastru (Alcedo atthis), rață pitică (Anas crecca), fâsă-de-câmp (Anthus campestris), egretă mare (Ardea alba), stârc roșu (Ardea purpurea), ciuf de câmp (Asio flammeus), rață roșie (Aythya nyroca), buhai de baltă (Botaurus stellaris), bătăuș (Calidris pugnax), caprimulg (Caprimulgus europaeus), barză albă (Ciconia ciconia), barză neagră (Ciconia nigra), erete de stuf (Circus aeruginosus), erete vânăt (Circus cyaneus), erete cenușiu (Circus pygargus), porumbel gulerat (Columba palumbus), prepeliță (Coturnix coturnix), cristeiul de câmp (Crex crex), gușă vânătă (Cyanecula svecica), ciocănitoare neagră (Dryocopus martius), egretă mică (Egretta garzetta), presură de grădină (Emberiza hortulana), șoim de iarnă (Falco columbarius), șoim călător (Falco peregrinus), vânturel de seară (Falco vespertinus), becațină comună (Gallinago gallinago), găinușă de baltă (Gallinula chloropus), cocor (Grus grus), stârc pitic (Ixobrychus minutus), sfrâncioc roșiatic (Lanius collurio), ferestrașul mare (Mergus merganser), gaia neagră (Milvus migrans), stârc de noapte (Nycticorax nycticorax), vultur pescar (Pandion haliaetus), viespar (Pernis apivorus), ciocănitoare verzuie (Picus canus), cristei de baltă (Rallus aquaticus), rață cârâitoare (Spatula querquedula), fluierar negru (Tringa erythropus), fluierar de mlaștină (Tringa glareola), fluierar cu picioare verzi (Tringa nebularia), fluierarul cu picioare roșii (Tringa totanus), sturz-cântător (Turdus philomelos), sturz (Turdus pilaris), nagâț (Vanellus vanellus)
- amfibieni (1): izvoraș-cu-burta-galbenă (Bombina variegata)
- mamifere (3): liliac cârn (Barbastella barbastellus), liliac cărămiziu (Myotis emarginatus), liliacul mic cu potcoavă (Rhinolophus hipposideros)
- pești (3): zglăvoacă (Cottus gobio), Lethenteron zanandreai, Salmo marmoratus

Pe lângă speciile protejate, pe teritoriul sitului au mai fost identificate 2 specii de plante, 16 specii de păsări, 1 specie de amfibieni, 7 specii de mamifere, 1 specie de nevertebrate, 1 specie de pești, 1 specie de reptile.